# مفاهیم نهایی
مفاهیم نهایی در اقتصاد، با تغییر خاصی در مقدار استفاده از یک کالا یا خدمات همراه هستند. در حقیقت، مفاهیم نهایی مربوط به آخرین واحد مصرف کالا هستند. به عنوان مثال، هزینهٔ نهایی برابر با هزینه‌ای است که از خرید آخرین واحد کالا حاصل شده است؛ یا به عبارت بهتر، هزینه‌ای است که به واسطهٔ خرید یک واحد بیشتر از کالا، بر هزینهٔ کل افزوده می‌شود.

## برخی مفاهیم نهایی مهم
مصرف نهایی یک کالا یا خدمات، به معنی استفاهٔ بیشتر از آن کالا یا خدمات در برابر کاهش عاملی دیگر است.
مطلوبیت نهایی یک کالا یا خدمات، بیانگر آن است که بر اثر مصرف یک واحد بیشتر از کالا مطلوبیت کل چه مقدار تغییر می‌کند یا به عبارتی بیانگر تغییر مطلوبیت کل به ازای مصرف آخرین واحد کالا (مصرف نهایی) است.
نرخ نهایی جانشینی، نشان می‌دهد مصرف‌کننده حاضر است چه مقدار از یک کالا را در ازای کالای دیگری از دست بدهد، در حالی که سطح مطلوبیت ثابت باقی بماند.
هزینهٔ نهایی به میزان تغییرات هزینهٔ کل بر اثر افزایش تولید به اندازهٔ یک واحد گفته می‌شود.
- تولید نهایی (که گاهی اوقات به عنوان «محصول نهایی» نیز شناخته می‌شود)
  - تولید نهایی نیروی کار
  - تولید نهایی سرمایه
- نرخ نهایی تبدیل
- تولید درآمد نهایی
- میل نهایی به پس‌انداز و مصرف
- نرخ نهایی مالیات
- کارایی نهایی سرمایه

نهایی‌گرایی به معنای استفاده از مفاهیم نهایی برای توضیح پدیده‌های اقتصادی است.
کشش به معنی درصد تغییر در یک متغیر نسبت به درصد تغییر در سایر عوامل مؤثر بر آن متغیر است.